# Camilla Siegertsz
Pour les articles homonymes, voir Siegertsz.
 (février 2019).
Si vous disposez d'ouvrages ou d'articles de référence ou si vous connaissez des sites web de qualité traitant du thème abordé ici, merci de compléter l'article en donnant les références utiles à sa vérifiabilité et en les liant à la section « Notes et références ».
Camilla Siegertsz, née le 7 janvier 1969 à Zaandam,, est une actrice néerlandaise.

## Filmographie

### Cinéma et téléfilms
- 1991 : How to Survive a Broken Heart : L'infirmière
- 1991 : Verhalen die ik mezelf vertel : Alma
- 1992 : Bloody Mary : Barmaid
- 1993 : De marionettenwereld : Julia
- 1995 : Pleidooi (nl) : Debby
- 1995 : Hoogste tijd : Stella Middag
- 1995 : Gemengde berichten : Zwerfstertje
- 1995 : 12 steden, 13 ongelukken (nl) : Marieke
- 1995 : In voor- en tegenspoed (nl) : Gerda
- 1996 : De eenzame oorlog van Koos Tak (nl) : Mirjam
- 1996 : Baantjer : Bianca van Hulst
- 1998 : Thuisfront : Sarah
- 1998 : De pijnbank (nl) : La secrétaire
- 2001 : Baby Blue : La femme intéressée qui est à la maison
- 2001 : Met grote blijdschap (nl) : Mieke Sipkes
- 2001 : De nacht van Aalbers (nl) : Moniek
- 2002 : Intensive Care (nl) : Nora
- 2002 : Secrets d'héritage : La femme enceinte
- 2004 : Floris : La petite rejétée
- 2005 : Grijpstra & de Gier (nl) : Monica
- 2006 : Fok jou! (nl) : Joyce Rood
- 2006 : Worst : La femme du boucher
- 2006 : Raak (nl) : Myrna
- 2007 : Keyzer & de Boer advocaten : Manolja Sarande
- 2007 : Alles is liefde : Anneke
- 2008 : Ver van familie (nl) : Astrid
- 2009 : 't Schaep met de 5 pooten (nl) : La mère du petit garçon
- 2009 : Mijn vader is een detective (nl) : Hadewij
- 2009 : Jardins secrets : Ilona de Vries
- 2010 : Gooische Frieten (nl) : La cliente
- 2011 : Walhalla : Miss Tineke
- 2012 : Mijn vader is een detective: The Battle (nl) : Hadewij
- 2013 : Boeing Boeing! : Gina, l'hôtesse de l'air
- 2013 : Verliefd op Ibiza (nl) : Yvonne
- 2013 : De Leeuwenkuil (nl) : La travailleuse social
- 2014 : Jeuk : Camilla
- 2015 : Clean Hands (nl) : Ineke
- 2017 : Hollands Hoop (nl) : Teup
- 2019 : Paradise Drifters (en) : La mère de Chloé

## Vie privée
Depuis 1996, elle est l'épouse du compositeur Fons Merkies (nl). Elle est la mère de l'actrice Java Siegertsz et de l'acteur Redmar Siegertsz.